# Lista de regiões portuguesas ordenadas por área
Esta é uma lista demostrando a área ou superfície de cada uma das sete regiões portuguesas, ordenadas por região. Os dados baseiam-se nas estatísticas oficiais do Instituto Nacional de Estatística.
| Posição | Região                       | Área em km2 (2021) | Participação (área total) |
| ------- | ---------------------------- | ------------------ | ------------------------- |
| 1       | Região do Alentejo           | 31 605 km2         | 34,3 %                    |
| 2       | Região do Centro             | 28 199 km2         | 30,6 %                    |
| 3       | Região do Norte              | 21 286 km2         | 23,1 %                    |
| 4       | Região do Algarve            | 4 997 km2          | 5,4 %                     |
| 5       | Área Metropolitana de Lisboa | 3 015 km2          | 3,3 %                     |
| 6       | Região dos Açores            | 2 322 km2          | 2,5 %                     |
| 7       | Região da Madeira            | 801 km2            | 0,8 %                     |
|         | Portugal                     | 92 225 km2         | 100 %                     |

1. ↑  «Portal do INE». www.ine.pt. Consultado em 21 de abril de 2023